# MAN NM 223
De MAN NM 223 is een midibustype, geproduceerd door de Duitse busfabrikant MAN van 1998 tot 2004. De bus was bedoeld voor stedelijk gebruik en had een volledig lage vloer.

## Geschiedenis
In 1997 werd de bus geïntroduceerd op de City-Transport beurs in Stuttgart als de MAN NM 223. In feite is de NM 223 niet meer dan een verbeterde NM 152. In 1998 werd de bus zowel aan de buitenkant als aan de binnenkant opnieuw ontworpen samen met de A20 en A21 door E. Bartha.
In 2004 werden de A20, A21, NM 223 en A23 gemoderniseerd en aangeduid onder een nieuwe benaming de Lion's City.

## Inzet
De bussen werden ingezet in verschillende landen, waaronder België, Duitsland en Oostenrijk.
| Land       | Bedrijf        | Serie       | Aantal | Inzet                     | Opmerking                       |
| ---------- | -------------- | ----------- | ------ | ------------------------- | ------------------------------- |
| België     | TEC            | 5.127-5.129 | 3      | Verviers                  | Buiten dienst 5.128 is verkocht |
| Denemarken | Arriva Danmark | 5519        | 1      | Falster                   |                                 |
| Denemarken | Arriva Danmark | 5521        | 1      | Falster                   |                                 |
| Denemarken | Arriva Danmark | 5723        | 1      | Falster                   |                                 |
| Denemarken | Arriva Danmark | 5753        | 1      | Falster                   |                                 |
| Duitsland  | DSW            | 1701-1708   | 8      | Dortmund                  |                                 |
| Duitsland  | VER            | 302         | 1      | Metropoolgebied Rijn-Ruhr |                                 |
| Duitsland  | WSW            | 0151-0152   | 2      | Wuppertal                 |                                 |